# Aulacobothrus jaganathi
Aulacobothrus jaganathi är en insektsart som först beskrevs av Bhowmik 1986.  Aulacobothrus jaganathi ingår i släktet Aulacobothrus och familjen gräshoppor. Inga underarter finns listade i Catalogue of Life.